# Isometrus
Isometrus — рід скорпіонів родини Buthidae. Включає 29 видів. Види цього роду зустрічаються в Південній і Південно-Східній Азії та в Океанії, за винятком Isometrus maculatus, який є пантропічним.

## Опис
Це скорпіони середнього розміру, дорослі особини мають довжину тіла від 30 до 75 мм. Педипальпи ортоботріотаксичні. Є від 3 до 5 пар бічних очей. Відростки великогомілкової кістки відсутні на всіх ногах. Рухомі і нерухомі пальці педипальп складаються з шести рядів гранул.

## Види
- Isometrus amboli Sulakhe, 2020
- Isometrus antillanus Thorell, 1876
- Isometrus armatus Pocock, 1891
- Isometrus atherii Amir & Kamaluddin, 2008
- Isometrus atomarius Simon, 1884
- Isometrus bituberculatus Pocock, 1891
- Isometrus chinensis Karsch, 1879
- Isometrus devillei Becker, 1880
- Isometrus feae Thorell, 1889
- Isometrus formosus Pocock, 1894
- Isometrus garyi Lourenço & Huber, 2002
- Isometrus gracilis Thorell, 1876
- Isometrus hainanensis Lourenço, Qi & Zhu, 2005
- Isometrus infuscatus Pocock, 1891
- Isometrus isadensis Tikader & Bastawade, 1983
- Isometrus kovariki Sulakhe, Dandekar, Mukherjee, Pandey, Ketkar, Padhye & Bastawade, 2020
- Isometrus lao Lourenço & Leguin, 2012
- Isometrus liaqatii Amir & Kamaluddin, 2008
- Isometrus maculatus (DeGeer, 1778)
- Isometrus mesor Simon, 1884
- Isometrus pallidimanus Karsch, 1879
- Isometrus papuensis Werner, 1916
- Isometrus phipsoni Oates, 1888
- Isometrus sonticus Karsch, 1879
- Isometrus tamhini Sulakhe, Dandekar, Padhye & Bastawade, 2020
- Isometrus thorellii Koch & Keyserling, 1885
- Isometrus thurstoni Pocock, 1893
- Isometrus thwaitesi Pocock, 1897
- Isometrus weberi Karsch, 1882